# أحمد مكي
أحمد مكي هو ممثل، ومخرج، ومنتج ومؤلف ومغني راب مصري. بدأ مسيرته الفنية عام 2001 بعد تخرجه من معهد السينما وشارك في العديد من الأفلام والمسلسلات، ونال أول بطولة مفردة له عام 2008 في فيلم إتش دبور ثم شارك مع دنيا سمير غانم، وأحمد الجندي في تقديم سلسلة من الأعمال الناجحة مثل: طير إنت، لا تراجع ولا استسلام وكذلك حلقات مسلسل الكبير أوي بأجزائه الثمانية.
قدم أيضًا أحمد مكي العديد من الأغاني خاصة الراب، وقدم ألبوم أصله عربي عام 2011 بالإضافة إلى العديد من الأغاني المفردة.

## عن حياته
عاش معظم عمره في مصر وهو مقيم فيها، ولد في وهران بغرب الجزائر لأب جزائري وأم مصرية ثم انتقل إلى مصر مع والدته ونشأ في حي «الطالبية»، وهو الأخ الأصغر للممثلة إيناس مكي.
بدأ حياته الفنية بعد تخرجه من معهد السينما قسم إخراج، حيث أخرج عددًا من الأفلام القصيرة من بينها ياباني أصلي و(الحاسة السابعة)، وقام بعمل دور صغير في فيلم ابن عز مع علاء ولي الدين ثم في فيلم تيتو مع أحمد السقا، ثم قام بإخراج أول فيلم سينمائي له وهو الحاسة السابعة والذي شارك في تأليفه وكان من بطولة أحمد الفيشاوي ورانيا الكردي، ثم قام بتقديم دور «هيثم دبور» في سيت كوم تامر وشوقية ثم قدمها في فيلم مرجان أحمد مرجان مع الفنان عادل إمام ثم قدمها مرة أخيرة مع إتش دبور.
ثم بدأ بعد ذلك حقبة اتسمت بالنجاح الكبير جماهيرياً مع الفنانة دنيا سمير غانم والمخرج أحمد الجندي حيث قام بعمل فيلم «طير أنت» ولا تراجع ولا استسلام ثم أستمر التعاون في مسلسل «الكبير أوي» الذي استمر بأجزائه الأول والثاني والثالث والرابع والخامس بين أعوام (2010-2015).
من أعماله التي قام بإخراجها فيلم الحاسة السابعة (2005) من بطولة أحمد الفيشاوي وقصته عن فيلم روائي قصير قام بإخراجه أيضًا عام 2003 بالمعهد الفني وشارك في إخراج عدد من حلقات مسلسل لحظات حرجة.
كما له بعض الأفلام التسجيلية التي حاز من أجلها الكثير من الجوائز.

## أعماله

### أفلام
| سنة  | فيلم                 | دور           | بطولة                                        |
| ---- | -------------------- | ------------- | -------------------------------------------- |
| 2001 | ابن عز               | كيمو          | علاء ولي الدين - حسن حسني                    |
| 2004 | تيتو                 | سائق العصابة  | أحمد السقا - عمرو واكد - حنان ترك            |
| 2007 | مرجان أحمد مرجان     | إتش دبور      | عادل إمام - ميرفت أمين                       |
| 2008 | ليلة البيبى دول      | زغلول         | محمود عبد العزيز - نور الشريف                |
| 2008 | إتش دبور             | إتش دبور      | حسن حسني - لطفي لبيب - سامح حسين             |
| 2009 | طير إنت              | بهيج          | ماجد الكدواني - دنيا سمير غانم - لطفي لبيب   |
| 2010 | لا تراجع ولا استسلام | حزلقوم - أدهم | ماجد الكدواني - دنيا سمير غانم - عزت أبو عوف |
| 2011 | سيما علي بابا        | حزلقوم - حبش  | إيمي سمير غانم - بيومي فؤاد - هشام إسماعيل   |
| 2013 | سمير أبو النيل       | سمير          | نيكول سابا - محمد لطفي                       |

### مسلسلات
| سنة  | مسلسل                                | دور                                        | بطولة                                                                             |
| ---- | ------------------------------------ | ------------------------------------------ | --------------------------------------------------------------------------------- |
| 2010 | الكبير أوي الجزء الأول 15 - حلقة فقط | الكبير - جوني - الكبير آوي                 | دنيا سمير غانم - محمد شاهين - محمد سلام - سعيد طرابيك - بيومي فؤاد                |
| 2012 | الكبير أوي الجزء الثاني 15 حلقة أيضا | الكبير - جوني - حزلقوم                     | دنيا سمير غانم - محمد سلام - هشام إسماعيل - سعيد طرابيك - بيومي فؤاد - محمد شاهين |
| 2013 | الكبير أوي 3                         | الكبير - جوني - حزلقوم                     | دنيا سمير غانم - محمد سلام - هشام إسماعيل - بيومي فؤاد                            |
| 2014 | الكبير أوي 4                         | الكبير - جوني - حزلقوم - الكبير جداً - نعيم | دنيا سمير غانم - بيومي فؤاد - محمد سلام - هشام إسماعيل                            |
| 2015 | الكبير أوي 5                         | الكبير - جوني - حزلقوم - نعيم              | بيومي فؤاد - محمد سلام                                                            |
| 2017 | خلصانة بشياكة                        | سلطان - كله                                | هشام ماجد - شيكو - دينا الشربيني                                                  |
| 2021 | الاختيار 2                           | يوسف رفاعي                                 | كريم عبد العزيز                                                                   |
| 2022 | الكبير أوي 6                         | الكبير - جوني - حزلقوم                     | بيومي فؤاد - محمد سلام - هشام إسماعيل - رحمة أحمد فرج                             |
| 2023 | الكبير أوي 7                         | الكبير-جوني-حزلقوم                         | بيومي فؤاد - محمد سلام - هشام إسماعيل - رحمة أحمد فرج                             |
| 2024 | الكبير أوي 8                         | الكبير-جوني-حزلقوم                         | بيومي فؤاد - محمد سلام - رحمة أحمد فرج                                            |
| 2025 | الغاوي                               | شمس                                        | عائشة بن أحمد - عمرو عبد الجليل                                                   |

### سيت كوم
- تامر وشوقية الجزء الأول والثاني.
- شارك في حلقة من مسلسل شباب أون لاين.

### مسرحيات
- 2020: حزلقوم

### تأليف
- مسلسل الكبير أوي 5 (2015)
- مسلسل الكبير أوي 4 (2014)
- مسلسل الكبير أوي 3 (2013)
- مسلسل الكبير أوي 2 (2011)
- مسلسل الكبير أوي (2010)
- لا تراجع ولا استسلام (2010) (في السينما)
- طير إنت (2009)
- سيت كوم فؤش (2009)
- الحاسة السابعة (2005)

### إخراج
- مسلسل لحظات حرجة (2007)
- الحاسة السابعة (2005)
- ياباني أصلي [فيلم قصير] (2001)

## في الغناء

غلاف ألبوم أصله عربي

اشتهر الفنان المصري أحمد مكي بتقديم أغاني من نوع الراب منذ عام 2005، تم نشر معظمها كفيديو كليب على التلفزيون أو عبر قناته في يوتيوب، كما أصدر عام 2012 ألبوم غنائي بأسم أصله عربي، كما قام بإصدار العديد من الأغني الفردية عام 2018.

### ألبومات

#### أصله عربي
صدر ألبوم أصله عربي عام 2012 من نوع الراب.
| اسم الأغنية        | بالتعاون مع  | ملاحظات                |
| ------------------ | ------------ | ---------------------- |
| أصله عربي          |              |                        |
| قطر الحياة         |              | تم تصويرها كفيديو كليب |
| أيام زمان          |              |                        |
| حلة محشي           |              |                        |
| ميه ميه كانت هتفرق |              |                        |
| منطقتي             | أحمد سعد     |                        |
| طرقت بابك          | مصطفي النجدي |                        |
| الحاسه السابعه     |              |                        |
| مؤخره              |              |                        |
| مقدمه              |              |                        |
| الراب يا بشر       |              |                        |

### أغاني فردية
| اسم الأغنية               | تاريخ نشرها | بالتعاون مع  | ملاحظات                                                           |
| ------------------------- | ----------- | ------------ | ----------------------------------------------------------------- |
| ولعانة                    | 2023        | هدى السنباطي | أغنية دعائية لمسلسل الكبير أوي 7                                  |
| منطقتي                    | 2012        | أحمد سعد     |                                                                   |
| الحاسه السابعة            |             |              |                                                                   |
| أيام زمان                 | 2012        |              |                                                                   |
| جدعان طيبين               | 2008        |              | الأغنية الرسمية لفيلم إتش دبور                                    |
| شكرًا يا ماما              | 2018        | نهال نبيل    | صدرت على يوتيوب                                                   |
| أيام زمان                 | 2012        |              |                                                                   |
| أخرة الشقاوة              |             |              |                                                                   |
| أغلي من الياقوت           | 2018        |              | تم تصويرها كفيديو كليب مع أبنه                                    |
| الحلم                     | 2010        |              | الأغنية الرسمية لفيلم لا تراجع ولا استسلام (القبضة الدامية)       |
| اديك                      |             |              |                                                                   |
| اسمع مني كلمة             | 2014        |              | ضمن مسلسل الكبير أوي ج3                                           |
| 25 يناير                  |             |              |                                                                   |
| ضمير                      | 2013        |              |                                                                   |
| دور بنفسك                 |             |              |                                                                   |
| فيسبوكي                   | 2011        |              | صدرت كفيديو كليب                                                  |
| تتر مسلسل الكبير          | 2010        |              |                                                                   |
| ايام زمان                 |             |              |                                                                   |
| فوقو                      | 2009        |              | لتهدئة الأحداث التي أعقبت مباراة مصر والجزائر الأولى في القاهرة.  |
| جدد رمضانك                | 2009        |              | عمل إعلاني لصالح بيبسي                                            |
| أخره الشقاوة (قرن الغزال) | 2018        | محمود الليثي |                                                                   |
| وقفة ناصية زمان           | 2017        |              | صدرت كفيديو كليب من إخراجه، وطرحت على يوتيوب                      |
| الحالة جات                | 2017        | المدفعجية    | صدرت ضمن الحلقة الرابعة في مسلسل خلصانة بشياكة مع هشام ماجد وشيكو |

## شخصياته
اشتهر تمثيل شخصية «هيثم دبور» انتحل فيها اسم أحد الكتاب في جريدة المصري اليوم سابقا والوطن حاليا حتى ارتبط اسم هيثم دبور عند الكثيرين بأحمد مكي وليس بالصحفي.. وهي شخصية الشاب المدلل ابن أحد المليونيرات في مسلسل تامر وشوقية وقد قام بتكرار نفس الشخصية لاحقًا في فيلم «مرجان أحمد مرجان» و«H دبور»، هيثم دبور الذي لا يستطيع الاعتماد على نفسه ويتكلم بلغة الشباب في هذه الأيام العربية الممزوجة بالإنجليزية ومشهور ببعض المصطلحات الغريبة أشهرها " Cool " و" Beautiful " و" YO YO YO " و" YEAH BABY YEAH " "OMG". اشتهر مكي أو هيثم بباروكته الغريبة والشهيرة في نفس الوقت. انتقده البعض في فيلمه «إتش دبور» لاستخدامه بعض المصطلحات التي وصفوها بالبذيئة ولكنها لغة الشباب التي يتعاملون بها. وقد أعلن أحمد مكي أنه لن يقدم شخصية هيثم مرة أخرى حتى لا يسقط في دور الشخصية الواحدة مثل بعض الفنانين. وبالفعل قدم فيلمه بعديد من الشخصيات المتنوعة بعنوان «طير أنت» وفيلم بعنوان «لا تراجع ولا استسلام (القبضة الدامية)» وهو ظهر في الفيلم بشخصيتين «أدهم» و«حزلقوم».
و الكبير أوي من مسلسل الكبير حيث أنه يعد من أشهر شخصياته
و جوني من مسلسل الكبير حيث أنه ظهر على أنه أخو الكبير التؤام وظهر معهم أيضا بشخصية حزلقوم وهنا يظهر إبداع أحمد مكي حيث أنه كان يقوم بتمثيل مشهد واحد فقط بالثلاث شخصيات ويقنعك أنهم ممثلين مختلفين.

## وصلات خارجية
- أحمد مكي على موقع IMDb (الإنجليزية)
- أحمد مكي على موقع الدهليز
- أحمد مكي على موقع قاعدة بيانات الأفلام العربية
- أحمد مكي على موقع أول موفي (الإنجليزية)
- أحمد مكي على موقع قاعدة بيانات الفيلم (الإنجليزية)